# Tau Sagittarii
Tau Sagittarii (Tau Sgr, τ Sagittarii, τ Sgr) è una stella nella costellazione del Sagittario di magnitudine +3,32, distante 121 anni luce dal sistema solare.

## Osservazione
Si tratta di una stella situata nell'emisfero celeste australe, che avendo una declinazione di −27° S è visibile solo più a sud della latitudine 63º N, mentre più a sud del parallelo 63º S diventa circumpolare. Data la sua magnitudine pari a 3,32, la si può osservare anche dai piccoli centri urbani senza difficoltà, sebbene un cielo non eccessivamente inquinato sia maggiormente indicato per la sua individuazione.
Tau Sagittarii è una componente dell'asterismo della Teiera.

## Caratteristiche fisiche
Tau Sagittarii è una gigante arancione di tipo spettrale K1III che, avendo terminato l'idrogeno all'interno del suo nucleo da trasformare in elio, si è trasformata in gigante e si sta avviando verso la fine della sua esistenza. Ha una massa 1,5-2 M⊙ e dato il suo stadio evolutivo si è espansa fino ad avere un raggio 16 volte quello della nostra stella, mentre la luminosità è quasi 100 L⊙.
La bassa metallicità e l'alta velocità relativa rispetto al Sole fanno pensare che provenga da un'altra regione della Galassia.